# Temporada 1991 del fútbol colombiano
La Temporada 1991 del fútbol colombiano abarcó todas las actividades relativas a campeonatos de fútbol profesional, nacionales e internacionales, disputados por clubes colombianos, y por las selecciones nacionales de este país, en sus diversas categorías.

## Torneos locales

### Categoría Primera A
|                                      |
| Bandera de Colombia                  |
| Campeón Atlético Nacional 5.º título |

#### Tabla de reclasificación
En la tabla de reclasificación se lleva a cabo la sumatoria de puntos de los clubes en todos los partidos del campeonato de primera división (incluyendo fases finales)—. En la misma se expresan los equipos clasificados de Colombia a los torneos internacionales de Conmebol para el siguiente año. Los cupos a torneos internacionales se distribuyeron de la siguiente manera:
- Copa Libertadores: Colombia 1 correspondió al campeón del Campeonato colombiano 1991 y Colombia 2 al subcampeón del Campeonato colombiano 1991, iniciando ambos su participación desde la Fase de grupos.[2]
- Supercopa Sudamericana: Atlético Nacional clasifica automáticamente por haber sido campeón de la Copa Libertadores 1989.
- Copa Conmebol: Colombia 1 correspondió al mejor club de la Reclasificación que no haya clasificado a la Copa Libertadores.

En esta tabla no se toman en cuenta los puntos de bonificación ya que ellos solo aplicaban para los Cuadrangulares Semifinales.
| Pos. | Equipo                 | Pts. | PJ | G  | E  | P  | GF | GC | Dif. |  |
| ---- | ---------------------- | ---- | -- | -- | -- | -- | -- | -- | ---- |  |
| 1    | Junior                 | 66   | 52 | 26 | 14 | 12 | 92 | 62 | +30  |  |
| 2    | Atlético Nacional (C)  | 66   | 52 | 24 | 18 | 10 | 79 | 51 | +28  |  |
| 3    | América de Cali        | 64   | 52 | 25 | 14 | 13 | 86 | 59 | +27  |  |
| 4    | Deportes Quindío       | 56   | 46 | 24 | 8  | 14 | 62 | 48 | +14  |  |
| 5    | Millonarios            | 55   | 46 | 19 | 17 | 10 | 72 | 54 | +18  |  |
| 6    | Santa Fe               | 55   | 52 | 23 | 9  | 20 | 76 | 76 | 0    |  |
| 7    | Atlético Bucaramanga   | 49   | 46 | 18 | 13 | 15 | 64 | 55 | +9   |  |
| 8    | Independiente Medellín | 49   | 46 | 17 | 15 | 14 | 60 | 51 | +9   |  |
| 9    | Unión Magdalena        | 42   | 40 | 15 | 12 | 13 | 51 | 47 | +4   |  |
| 10   | Once Caldas            | 39   | 40 | 13 | 13 | 14 | 56 | 62 | −6   |  |
| 11   | Deportivo Cali         | 37   | 40 | 12 | 13 | 15 | 41 | 42 | −1   |  |
| 12   | Cúcuta Deportivo       | 26   | 40 | 6  | 14 | 20 | 45 | 74 | −29  |  |
| 13   | Sporting               | 24   | 40 | 8  | 8  | 24 | 42 | 71 | −29  |  |
| 14   | Deportes Tolima        | 22   | 40 | 7  | 8  | 25 | 25 | 72 | −47  |  |
| 15   | Deportivo Pereira      | 22   | 40 | 6  | 10 | 24 | 28 | 56 | −28  |  |

 Fuente: Rsssf
|  | Club clasificado a la Copa Libertadores 1992 y clasificado a la Supercopa Sudamericana 1992 |
|  | Club clasificado a la Copa Libertadores 1992                                                |
|  | Club clasificado a la Copa Conmebol 1992                                                    |

| (C) | Campeón del Campeonato colombiano 1991. |

##### Representantes en competición internacional
| Clasificado como | Copa Libertadores 1992 | Supercopa Sudamericana 1992 | Copa Conmebol 1992 |
| ---------------- | ---------------------- | --------------------------- | ------------------ |
| Colombia 1       | Atlético Nacional      | Atlético Nacional           | Junior             |
| Colombia 2       | América de Cali        |                             |                    |

##### Cambio de categoría al final de temporada
| Equipo ascendido a la Primera A |                |
| ------------------------------- | -------------- |
| \| \| Envigado F. C. \|         |                |
|                                 | Envigado F. C. |

### Categoría Primera B
Se llevó a cabo la temporada inaugural de la Primera B para implementar el sistema de ascensos y descensos en el fútbol profesional colombiano.
|                                    |
| Bandera de Colombia                |
| Campeón Envigado F. C. 1.er título |

### Torneos de carácter aficionado

#### Categoría Primera C
Se disputó la temporada inaugural de la tercera categoría del fútbol nacional de clubes, organizada por la División Aficionada del Fútbol Colombiano (Difutbol).

|                                     |
| Bandera de Colombia                 |
| Campeón Millonarios "B" 1.er título |

## Torneos internacionales

### Copa Libertadores
Tras la sanción de Conmebol al Atlético Nacional el año anterior, excluyéndolo de la Supercopa Sudamericana, el ente rector del fútbol sudamericano obligó a los clubes colombianos en la Copa Libertadores a jugar en condición de local fuera del territorio colombiano.
| Equipo            | Fase final       | Pts. | PJ | PG | PE | PP | GF | GC | Dif. | Rend. |
| ----------------- | ---------------- | ---- | -- | -- | -- | -- | -- | -- | ---- | ----- |
| Atlético Nacional | Semifinal        | 12   | 12 | 5  | 2  | 5  | 13 | 10 | +3   | 50 %  |
| América de Cali   | Cuartos de final | 15   | 10 | 6  | 3  | 1  | 16 | 8  | +8   | 75 %  |

### Supercopa Sudamericana
- Atlético Nacional estaba clasificado para la Supercopa Sudamericana 1991, pero declinó su participación tras haber sido excluido por la Conmebol en 1990.

## Selección nacional masculina

### Mayores
| Fecha        | Lugar                                                 | Rival      | Marcador | Competencia            | Goles de Colombia                         |
| ------------ | ----------------------------------------------------- | ---------- | -------- | ---------------------- | ----------------------------------------- |
| 29 de enero  | Estadio Nou Camp · León, México                       | México     | 0 : 0    | Amistoso internacional | Sin goles                                 |
| 3 de febrero | Miami Orange Bowl Miami, Estados Unidos               | Suiza      | 2 : 3    | Copa Miami             | 27' Antony de Ávila · 39' Freddy Rincón   |
| 5 de junio   | Estadio Råsunda · Solna, Suecia                       | Suecia     | 2 : 2    | Amistoso internacional | 62' Freddy Rincón · 71' Arnoldo Iguarán   |
| 25 de junio  | Estadio Nacional de Costa Rica · San José, Costa Rica | Costa Rica | 1 : 0    | Amistoso internacional | 28' Antony de Ávila                       |
| 7 de julio   | Estadio Playa Ancha · Valparaíso, Chile               | Ecuador    | 1 : 0    | Copa América           | 25' Antony de Ávila                       |
| 11 de julio  | Estadio Sausalito Viña del Mar, Chile                 | Bolivia    | 0 : 0    | Copa América           | Sin goles                                 |
| 13 de julio  | Estadio Sausalito Viña del Mar, Chile                 | Brasil     | 2 : 0    | Copa América           | 35' Antony de Ávila · 66' Arnoldo Iguarán |
| 15 de julio  | Estadio Sausalito Viña del Mar, Chile                 | Uruguay    | 0 : 1    | Copa América           | Sin goles                                 |
| 17 de julio  | Estadio Nacional · Santiago, Chile                    | Chile      | 1 : 1    | Copa América           | 37' Arnoldo Iguarán                       |
| 19 de julio  | Estadio Nacional · Santiago, Chile                    | Brasil     | 0 : 2    | Copa América           | Sin goles                                 |
| 21 de julio  | Estadio Nacional · Santiago, Chile                    | Argentina  | 1 : 2    | Copa América           | 70' Antony de Ávila                       |